# Primera División 1987-1988 (Argentina)
La Primera División 1987-1988 è stata la 58ª edizione della massima divisione del campionato argentino di calcio. Si è concluso con la vittoria del Newell's Old Boys, al suo secondo titolo.

## Classifica
|  | Pos. | Squadra            | Pt | G  | V  | N  | P  | GF | GS | DR  |
|  | ---- | ------------------ | -- | -- | -- | -- | -- | -- | -- | --- |
|  | 1.   | Newell's Old Boys  | 55 | 38 | 21 | 13 | 4  | 68 | 22 | 46  |
|  | 2.   | San Lorenzo        | 49 | 38 | 16 | 17 | 5  | 49 | 28 | 21  |
|  | 3.   | Racing Club        | 48 | 38 | 15 | 18 | 5  | 51 | 33 | 18  |
|  | 4.   | River Plate        | 46 | 38 | 17 | 12 | 9  | 51 | 40 | 11  |
|  | 5.   | Gimnasia (LP)      | 43 | 38 | 11 | 21 | 6  | 44 | 36 | 8   |
|  | 6.   | Vélez Sarsfield    | 41 | 38 | 14 | 13 | 11 | 51 | 41 | 10  |
|  | 7.   | Rosario Central    | 40 | 38 | 12 | 16 | 10 | 53 | 41 | 12  |
|  | 8.   | Argentinos Juniors | 40 | 38 | 15 | 10 | 13 | 49 | 44 | 5   |
|  | 9.   | Dep. Español       | 40 | 38 | 11 | 18 | 9  | 49 | 47 | 2   |
|  | 10.  | Platense           | 38 | 38 | 12 | 14 | 12 | 42 | 45 | -3  |
|  | 11.  | Independiente      | 37 | 38 | 12 | 13 | 13 | 37 | 44 | -7  |
|  | 12.  | Boca Juniors       | 35 | 38 | 12 | 11 | 15 | 40 | 55 | -15 |
|  | 13.  | Dep. Armenio       | 34 | 38 | 8  | 18 | 12 | 37 | 45 | -8  |
|  | 14.  | Ferro Carril Oeste | 33 | 38 | 7  | 19 | 12 | 27 | 35 | -8  |
|  | 15.  | Instituto (C)      | 33 | 38 | 10 | 15 | 13 | 43 | 53 | -10 |
|  | 16.  | Estudiantes (LP)   | 32 | 38 | 6  | 20 | 12 | 31 | 43 | -12 |
|  | 17.  | Racing (C)         | 31 | 38 | 10 | 11 | 17 | 31 | 44 | -13 |
|  | 18.  | Unión (SF)         | 28 | 38 | 8  | 12 | 18 | 39 | 52 | -13 |
|  | 19.  | Banfield           | 28 | 38 | 7  | 14 | 17 | 36 | 56 | -20 |
|  | 20.  | Talleres (C)       | 27 | 38 | 6  | 15 | 17 | 40 | 64 | -24 |

### Retrocessioni
L'Unión de Santa Fe e il Banfield furono retrocessi per la peggior media-punti.

## Statistiche

### Marcatori
| Gol |  |  | Giocatore           | Squadra           |
| --- |  |  | ------------------- | ----------------- |
| 18  |  |  | José Luis Rodríguez | Deportivo Espanol |
| 17  |  |  | Marío Bevilaqua     | Talleres          |
| 16  |  |  | José Iglesias       | Racing Club       |
| 16  |  |  | Walter Perazzo      | San Lorenzo       |